# 가정제
명 세종 가정제(明世宗 嘉靖帝, 1507년 9월 16일(음력 8월 10일) ~ 1567년 1월 23일(음력 1566년 12월 14일))는 중국 명나라 제11대 황제(재위 1521년 ~ 1567년)이며 휘는 후총(厚熜)이다. 묘호는 세종(世宗)이며 시호는 흠천이도영의성신선문광무홍인대효숙황제(欽天履道英毅聖神宣文廣武洪仁大孝肅皇帝)이다. 흥헌왕(興獻王)인 주우원(朱祐杬)의 차남으로 태어나 후사가 없던 정덕제의 뒤를 이어 황위에 올랐다.
불로장생설을 신봉하여 불로불사의 단약을 제조하는 것과 생부 흥헌왕을 황제로 추존하는 문제에 치중하여 정사를 돌보지 않았다. 또한 궁녀들의 월경액을 강제로 채취하다가 임인궁변(壬寅宮變)의 원인이 되기도 한다.

## 생애

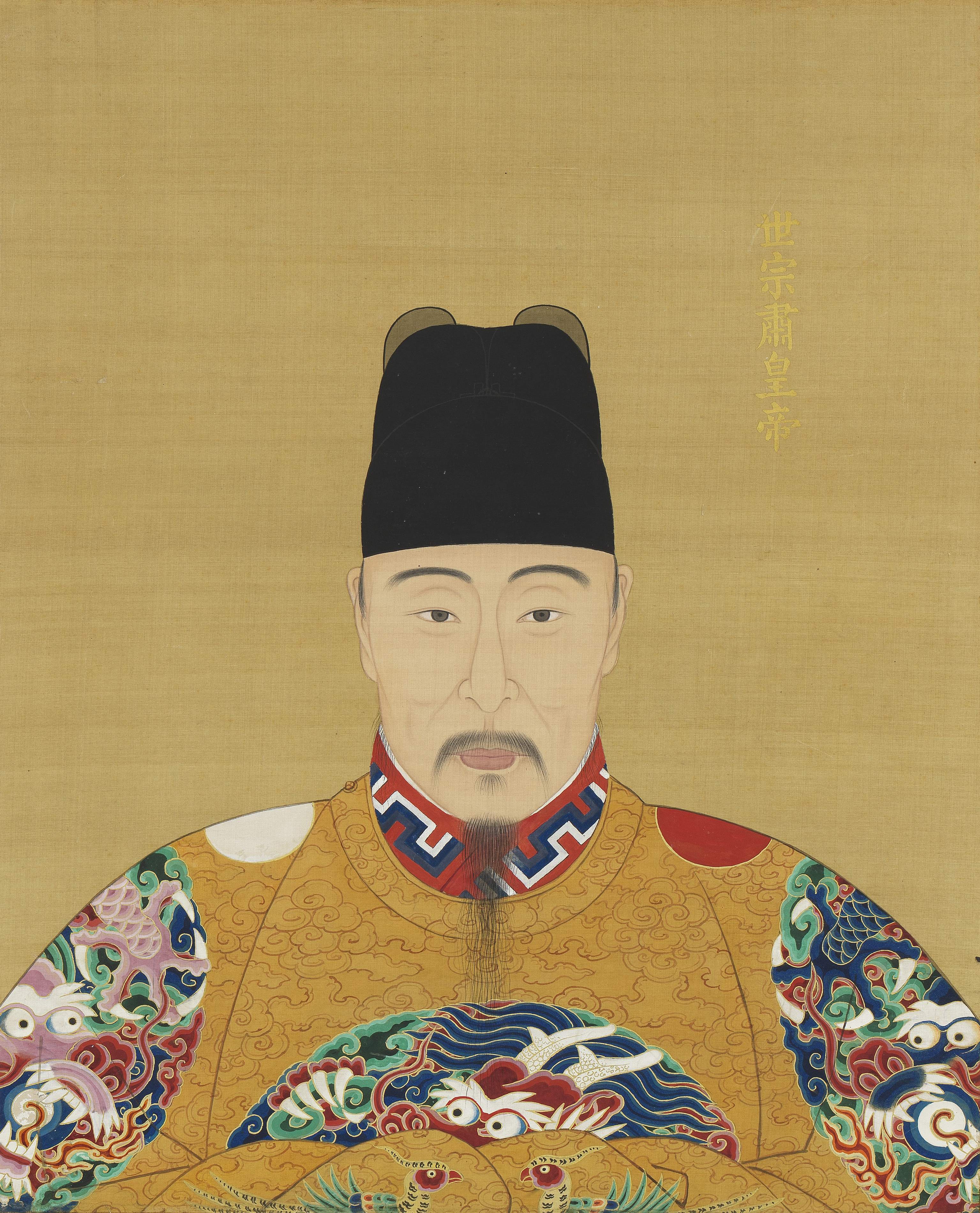
명 세종(世宗) 가정제 곤룡포(袞龍袍) 착용 어진

### 즉위 전
헌종 성화제의 손자이자 흥헌왕 주우원의 둘째 아들로 태어났다. 그의 형 주후희(朱厚熙)는 태어난지 5일만에 요절하였으므로 그가 부왕으로부터 흥헌왕작을 물려받았다. 그러나 사촌형인 무종 정덕제가 후사없이 사망하면서 그는 황제로 추대된다.
즉위 시기에 입경의례(入京儀禮)와 생부인 흥헌왕에 대한 존호 및 제사 등의 문제로 오랜 기간을 대신들과의 갈등에 소비하였으며 황제의 생부 추존문제로 시작된 이 사건은 세종 치세에 정치의 문란과 부패를 초래하는 원인이 되었다.

### 대례의 의
가정제는 전임 정덕제의 아들이나 친동생이 아니라 사촌동생으로 방계로부터 들어와 즉위했기 때문에 황제로서는 누구의 뒤를 잇는 것으로 하느냐 하는 문제와 다른 황제, 그의 사촌형인 정덕제나 백부인 홍치제의 양자로 가게 된다면 생부인 흥헌왕의 처우는 어떻게 할 것인가가 문제가 되었다. 주자가 설정한 가례에 의하면 황제나 임금의 지위를 계승한 자는 그 전임자 사자가 된다 하여, 전임자의 아들이 되면서 친생부모와의 연은 끊어지게 된다.
주자가례의 원칙을 중시하는 양정화(楊廷和) 등을 위시한 관료들은 일부 절충하여 정덕제 대신 백부뻘인 홍치제를 양아버지로 보고, 홍치제를 황고(皇考)로, 생부인 흥헌왕은 황숙고(皇叔考)라 칭해야 한다고 주장했다.
처음에 가정제는 홍치제는 황고로 친아비인 흥헌왕은 황숙부로 불러야 한다는 주장에 동의했다. 그러나 가정제는 슬그머니 자신의 아버지 흥헌왕을 황제로 추존하려고 하였고, 신료들은 궐문밖에서 대대적인 농성전을 펼쳤다. 아버지를 황제로 추촌하려던 가정제는 친부를 황고, 홍치제는 황백부라 칭해야 한다고 맞섰다. 이리하여 황제파와 정부가 정면으로 대립하는 대논쟁이 벌어지게 되었다. 결국 가정제는 자신의 뜻을 밀어붙여 아버지 흥헌왕을 황제로 추존함과 동시에 양정화 등을 파직시켰다.
가정제는 중신 190명을 형부에 수감한 뒤 양정화를 비롯한 주모자를 파관면직시키고 변방으로 유배보냈으며, 4품이상 관리는 강등시키거나 봉급을 박탈하고 5품이하 관리는 장형으로 다스려 16명의 하급 관료들은 형문을 이기지 못하고 장살당했다. 이 대례의 의는 3년의 논쟁끝에 가정제의 뜻대로 되어 효종 홍치제는 황백고로 불렸고 장태후를 황백모라 하기로 하고 종결되었다.

### 부실한 내치
가정제의 치세 중 북방에서는 여진족과 타타르족이 만리장성을 넘어와 화북지역에 약탈을 자행했고, 서남 해안가에는 왜구가 출몰하여 소위 '북로남왜(北虜南倭)의 화'가 일어났다. 이는 명나라 몰락의 시초라고 평가된다. 상해(上海), 남경(南京) 이남부터 복건(福建), 강소(江蘇), 광동(廣東) 등지까지 왜구의 습격과 노략으로 황폐화되었다. 그러나 가정제와 명 조정은 이를 제압하지 못했고, 군인들의 사기는 저하되어 있었으며 관료들은 대부분 은자로 매수당하여 퇴치하려는 의욕도 없었다.
정사는 간신인 엄숭(嚴嵩)이 정사를 농단하면서 매관매직과 부패가 눈에 띄게 증가했다. 가정제 말년에 척계광(戚繼光), 유대유(兪大猷), 서계(徐階), 장거정(張居正) 등 일부 뜻있는 신진관료들이 출사하면서 엄숭의 부패상을 탄핵하고, 남부지역을 약탈하는 왜구를 정벌하기 시작하면서 서서히 수습하게 된다.

### 섬서대지진
1556년 역대 자연 재해 피해 순위의 2위, 지진으로 인한 사망자수 순위 1위에 드는 가정대지진이 일어난다. 당시 섬서(陝西) 지방에는 탄광이 많이 있었는데, 지진에 대한 대비책이 부족하여 이후 여진에도 큰 피해를 입게 된다.

### 임인궁변
즉위 이후에도 가정제는 정사를 멀리하며 오직 불로불사(不老不死)의 단약을 제조하는 데만 많은 시간을 허비하였는데 불로장생의 약초를 찾아 각지로 사람을 파견하기도 했다. 심지어 그는 단약을 제조하기 위해 12~14세의 궁녀들에게 강제로 월경액을 채취하기도 하였다. 이런 가정제의 엽기적인 행각은 결국 가정21년 (1542년) 겨울, 임인궁변을 일으키는 원인이 되었다. 사건의 전말은 가정제가 단비(端妃) 조씨(曹氏)의 궁에서 잠을 자는데 궁녀인 양금영(楊金英), 형취련(刑翠蓮) 등 16명의 궁녀들이 가정제가 잠든 틈을 타서 그를 목졸라 죽이려 한 사건이었다.
다행히 가정제는 황후 방씨(方氏)가 급히 도우러 와서 목숨을 건지게 되는데 이 사건으로 양금영 등 16명의 궁녀는 능지처참당하고 단비 조씨와 영빈(寧嬪) 왕씨(王氏) 또한 이 일에 연루되어 주살당하였다.

### 황후 폐출 사건
또한 가정제는 다분히 변덕스럽고 폭력적인 인물로 알려져 있는데 첫 번째 황후였던 진씨(陳氏)는 투기가 심하다는 이유로 가정제의 발에 걷어차여 복중에 있던 아들과 함께 절명하였고 두 번째 황후였던 장씨(張氏)는 가정제 자신이 만든 단약을 먹지 않는다는 이유로 폐출되어 냉궁에서 병사하였다.
또 가정제는 자신이 총애하던 후궁인 단비가 임인궁변으로 인해 주살되자 황후였던 방씨에 대해 앙심을 품고 있었는데 몇 년뒤 황후가 거처하던 곤녕궁에서 화재가 발생하자 가정제는 그저 그를 방관만 하면서 황후를 구출하지 않았다. 결국 가정제의 '생명의 은인'이었던 방씨는 자신이 목숨을 구해주었던 가정제에 의해 불에 타죽고 만다.

### 사망
환관 엄숭과 그가 심어둔 관료들에 의해 정사가 좌지우지됐고, 일부 소장파 관료들이 등용되어 문제를 해소하려던 중 가정제는 즉위한지 재위 45년만인 1567년 방사(方士)인 왕금이 바친 단약을 먹고 앓다가 사망한다. 그 후 뒤를 이은 아들 융경제(隆慶帝)가 알탄 칸을 뇌물로 매수하여 북쪽 변경에 일시적으로 평화를 가져다 주게 된다. 그러나 이 평화는 20년간 유지되었고 명나라는 몰락의 길로 들어서게 된다.

## 가정제에 대한 평가
가정제 치세의 명은 안으로는 민란이 끊이지 않았으며 밖으로는 몽골과 왜구들이 명의 강역을 위협하던 혼란의 시기였다. 그럼에도 정치의 문란과 부패는 끊이지 않았으며 명은 점점 위축되어 갔다. 가정제 치세에서 시작된 명의 쇠퇴는 만력제(萬曆帝)와 천계제(天啓帝)를 거치며 더욱 악화되어 가정제가 붕어한 지 채 100년이 안된 1644년에 숭정제(崇禎帝)를 끝으로 명은 멸망한다.

## 가족

### 조부모와 부모
- 조부 : 헌종 성화순황제(憲宗 成化純皇帝) 주견심(朱見深)
- 조모 : 효혜황후(孝惠皇后) 소씨(邵氏)
- 부친 : 예종 헌황제(睿宗 獻皇帝) 주우원(朱祐杬)
- 모친 : 자효헌황후(慈孝獻皇后) 장씨(蔣氏)
- 양부 : 효종 홍치경황제(孝宗 弘治敬皇帝) 주우탱(朱祐樘)
- 양모 : 효성경황후(孝成敬皇后) 장씨(張氏)

### 황후
| 봉호           | 시호                    | 이름(성씨)     | 재위년도        | 생몰년도        | 국구(장인/장모)                                      | 별칭  | 비고  |
| -------------- | ----------------------- | -------------- | --------------- | --------------- | ---------------------------------------------------- | ----- | ----- |
| 황후(皇后)     | 효결숙황후 (孝潔肅皇后) | 진씨(陳氏)     | 1522년 ~ 1528년 | 1508년 ~ 1528년 | 태화백(泰和伯) 진만언(陳萬言) 태화백부인(泰和伯夫人) | [ 2 ] | [ 3 ] |
| 폐황후(廢皇后) |                         | 장칠저(張七姐) | 1528년 ~ 1534년 | ? ~ 1537년      | 장즙(張楫) 설씨(薛氏)                                | [ 4 ] | [ 5 ] |
| 황후(皇后)     | 효열황후 (孝烈皇后)     | 방씨(方氏)     | 1534년 ~ 1547년 | 1516년 ~ 1547년 | 방태(方泰)                                           | [ 6 ] | [ 7 ] |
| 강비(康妃)     | 효각황태후 (孝恪皇太后) | 두씨(杜氏)     | (추존)          | 1516년 ~ 1554년 | 경도백(慶都伯) 두림(杜林) 경도백부인(慶都伯夫人)     | [ 8 ] | [ 9 ] |

### 후궁
귀비(貴妃)
| 봉호           | 시호                                    | 이름(성씨) | 생몰년도        | 국구(장인/장모)       | 별칭                             | 비고   |
| -------------- | --------------------------------------- | ---------- | --------------- | --------------------- | -------------------------------- | ------ |
| 황귀비(皇貴妃) | 장순안영정정황귀비 (莊順安榮貞靜皇貴妃) | 심씨(沈氏) | ? ~ 1581년      |                       | 희빈(僖嬪) 신비(宸妃) 귀비(貴妃) |        |
| 황귀비(皇貴妃) | 단화공순온희황귀비 (端和恭順溫僖皇貴妃) | 왕씨(王氏) | ? ~ 1553년      |                       | 장빈(莊嬪) 소비(昭妃)            | [ 10 ] |
| 귀비(貴妃)     | 영안혜순단희황귀비 (榮安惠順端僖皇貴妃) | 염씨(閻氏) | ? ~ 1541년      |                       | 여빈(麗嬪) 여비(麗妃)            | [ 11 ] |
| 귀비(貴妃)     | 공의정정귀비 (恭僖貞靖貴妃)             | 문씨(文氏) |                 |                       | 경비(敬妃)                       |        |
| 귀비(貴妃)     | 영안귀비 (榮安貴妃)                     | 마씨(馬氏) | 1465년 ~ 1510년 | 왕오(王敖) 황씨(黄氏) |                                  |        |
| 귀비(貴妃)     |                                         | 주씨(周氏) |                 |                       |                                  |        |
| 귀비(貴妃)     |                                         | 왕씨(王氏) |                 |                       |                                  |        |

비(妃)
| - 단정공혜숙비 양씨(端靜恭惠淑妃 楊氏) - 공숙안희영비 양씨(恭淑安僖榮妃 楊氏, ? ~ 1566년) - 회영현비 정씨(懷榮賢妃 鄭氏, ? ~ 1536년) - 영소덕비 장씨(榮昭德妃 張氏) - 도은공비 문씨(悼隱恭妃 文氏, ? ~ 1532년) - 공희여비 왕씨(恭僖麗妃 王氏, ? ~ 1553년) - 단혜영비 서씨(端惠永妃 徐氏) - 영안정비 마씨(榮安貞妃 馬氏, ? ~ 1564년) - 단비 조씨(端妃 曹氏, ? ~ 1542년) - 임인궁변에 연루되어 참수당함. - 정비 노씨(靖妃 盧氏, ? ~ 1588년) - 숙비 강씨(肅妃 江氏) - 의비 조씨(懿妃 趙氏, ? ~ 1569년) - 옹비 진씨(雍妃 陳氏, ? ~ 1586년) - 정비 진씨(靜妃 陳氏, ? ~ 1550년) - 의비 포씨(宜妃 包氏) - 숙비 장씨(淑妃 張氏) | - 정비 저씨(静妃 褚氏) - 안비 심씨(安妃 沈氏) - 신비 왕씨(宸妃 王氏) - 정비 왕씨(靖妃 王氏) - 휘비 왕씨(徽妃 王氏) - 정비 왕씨(貞妃 王氏) - 회비 왕씨(懷妃 王氏) - 목비 하씨(睦妃 何氏) - 수비 상씨(壽妃 尙氏, 1549년 ~ 1610년) - 화비 고씨(和妃 高氏) - 평비 경씨(平妃 耿氏, ? ~ 1555년) - 정비 오씨(定妃 吳氏) - 순비 이씨(順妃 李氏) - 의비 우씨(宜妃 于氏) - 안비 장씨(安妃 張氏) - 장비 왕씨(莊妃 王氏, ? ~ 1553년) - 안비 저씨(晏妃 褚氏) |

빈(嬪)
| - 유빈 왕씨(裕嬪 王氏, ? ~ 1540년) - 영빈 왕씨(寧嬪 王氏, ? ~ 1542년) - 임인궁변에 연루되어 참수당함. - 안빈 노씨(安嬪 盧氏) - 경빈 이씨(敬嬪 李氏) - 순빈 임씨(順嬪 任氏) - 장빈 왕씨(莊嬪 王氏) - 여빈 송씨(麗嬪 宋氏, ? ~ 1565년) - 정빈 전씨(靜嬪 田氏, ? ~ 1564년) - 상빈 양씨(常嬪 楊氏, ? ~ 1559년) - 상빈 유씨(常嬪 劉氏) - 안빈 맹씨(安嬪 孟氏, ? ~ 1565년) - 상빈 전씨(常嬪 傳氏, ? ~ 1561년) - 의빈 왕씨(宜嬪 王氏) - 영빈 여씨(榮嬪 余氏) - 혜빈 위씨(惠嬪 韋氏) | - 정빈 왕씨(静嫔 王氏) - 장비 두씨(莊妃 杜氏) - 숙빈 유씨(淑嬪 劉氏) - 완빈 조씨(婉嬪 趙氏, ? ~ 1557년) - 회빈 왕씨(懷嬪 王氏, ? ~ 1556년) - 화빈 임씨(和嬪 任氏) - 영빈 곽씨(寧嬪 郭氏) - 강빈 유씨(康嬪 劉氏) - 소빈 장씨(昭嬪 張氏) - 상빈 무씨(常嬪 武氏, ? ~ 1563년) - 상빈 고씨(常嬪 高氏, ? ~ 1566년) - 상빈 왕씨(常嬪 王氏, ? ~ 1566년) - 상빈 장씨(常嬪 張氏) - 상빈 이씨(常嬪 李氏) - 상빈 진씨(常嬪 陳氏) - 상빈 마씨(常嬪 馬氏, ? ~ 1557년) |

부인(夫人)
- 공봉부인 고씨(恭奉夫人 高氏)
- 우성부인 서씨(佑聖夫人 徐氏)
- 부인 이씨(夫人 李氏)

### 황자
| -    | 봉호           | 시호       | 이름           | 생몰년도        | 생모            | 자식    | 별칭 | 비고                        |
| ---- | -------------- | ---------- | -------------- | --------------- | --------------- | ------- | ---- | --------------------------- |
| 장남 | 황태자(皇太子) | 애충(哀沖) | 주재기(朱載基) | 1533년          | 영안황귀비 염씨 |         |      | 요절함.                     |
| 차남 | 황태자(皇太子) | 장경(莊敬) | 주재예(朱載壑) | 1536년 ~ 1549년 | 단화황귀비 왕씨 |         |      | 조졸함.                     |
| 3남  | 유왕(裕王)     |            | 주재기(朱載坖) | 1537년 ~ 1572년 | 효각황태후 두씨 | 4남 7녀 |      | 제12대 황제 융경제(隆慶帝). |
| 4남  | 경왕(景王)     | 공(恭)     | 주재수(朱載圳) | 1537년 ~ 1565년 | 정비 노씨       |         |      |                             |
| 5남  | 영왕(潁王)     | 상(殤)     | 주재로(朱載𪉖) | 1537년          | 숙비 강씨       |         |      | 요절함.                     |
| 6남  | 척왕(戚王)     | 회(懷)     | 주재알(朱載)   | 1537년 ~ 1538년 | 의비 조씨       |         |      | 요절함.                     |
| 7남  | 계왕(薊王)     | 애(哀)     | 주재궤(朱載㙺) | 1538년          | 옹비 진씨       |         |      | 요절함.                     |
| 8남  | 균왕(均王)     | 사(思)     | 주재숙(朱載)   | 1539년 ~ 1540년 | 영비 조씨       |         |      | 요절함.                     |

### 황녀
| -    | 봉호               | 이름           | 생몰년도        | 생모          | 부마       | 별칭   | 비고    |
| ---- | ------------------ | -------------- | --------------- | ------------- | ---------- | ------ | ------- |
| 장녀 | 상안공주(常安公主) | 주수영(朱壽媖) | 1536년 ~ 1549년 | 단비 조씨     |            |        | 요절함. |
| 차녀 | 사유공주(思柔公主) | 주복원(朱福媛) | 1538년 ~ 1549년 | 휘비 왕씨     |            |        | 요절함. |
| 3녀  | 영안공주(寧安公主) | 주녹정(朱祿媜) | 1539년 ~ 1607년 | 단비 조씨     | 이화(李和) | [ 12 ] |         |
| 4녀  | 귀선공주(歸善公主) | 주서영(朱瑞嬫) | 1541년 ~ 1544년 | 옹비 진씨     |            |        | 요절함. |
| 5녀  | 가선공주(嘉善公主) | 주소진(朱素嫃) | ? ~ 1564년      | 영소덕비 장씨 | 사소(謝詔) | [ 13 ] |         |

## 기년과 연호
| 연호       | 사용기간 | 사용기간 | 년수 | 비고 |
| ---------- | -------- | -------- | ---- | ---- |
| 가정(嘉靖) | 1522년   | 1566년   | 45년 |      |

## 기타
2000년대 한때 그의 영정 진영이 대한민국의 개그맨 겸 방송인 강호동의 얼굴과 비슷하다 하여 화제가 되기도 했다.
1528년 황후인 효결숙황후의 상 때, 조선에서 진향사로 파견한 이지방(李之芳)이 행산역에서 이질, 소갈이 발병하여 조문을 가지 못하고 되돌아왔다. 당시 조선 조정에서는 이지방을 수안과 남포로 유배보냈지만, 가정제는 그가 오지는 못했더라도 선물은 주라고 지시하였다.
| “ | 진위사(陳慰使)의 선래통사(先來通事) 이순종(李順宗)이 아뢰었다. “신들이 북경(北京)에 도착하여 이지방이 행산역(杏山驛)까지 왔다가 병이 나서 들어오지 못한 사연을 예부(禮部)에 말하였고, 예부는 황제에게 아뢰었습니다. 그랬더니 황제의 분부에 ‘비록 들어오지 못했더라도 흠사(欽賜)는 전과 같이 모두 주라.’ 했습니다.” | ” |

조선 조정에서는 이지방에게 가정제의 하사품을 내리는 것을 반대하였지만, 선래통사 이순종이 황제의 뜻임을 강조하여 선물은 이지방에게 전달되었다.